# Коррупция в Канаде
Коррупция в Канаде является весьма заметным явлением. Согласно чёрному списку Всемирного Банка за 2013 год, Канада находится на первом месте по количеству компаний, замешанных в коррупции (в основном это подкуп представителей иностранных государств).

## История
Предыдущее либеральное правительство Канады, бывшее у власти в 1993—2006 гг., потеряло свою власть во многом благодаря скандалу с рекламными агентствами: те рекламные агентства, которые были близки к Либеральной партии, получали правительственные контракты на рекламу без конкурса, либо с «подготовленным» конкурсом, и часть денег потом отстёгивалась обратно в казну Либеральной партии на предвыборные расходы.
Последующее консервативное правительство Канады также не могло похвастаться чистыми руками: полиция расследовала расходы сенаторов, которые были назначены в Сенат премьер-министром Харпером.
В провинции Квебек коррупционные скандалы не сходят с повестки дня; они связаны большей частью со строительством. Отрасль контролируется итало-квебекской мафией, и распил бюджетных денег здесь просто феноменален. Например, в Монреале мафия прогоняла через стройку пустые цементовозы и многократно получала оплату за «доставленный» цемент, а также зарплату «мёртвым душам».